# مطار هنري كواندا الدولي
مطار هنري كواندا الدولي في بوخارست، رومانيا. (بالرومانية:Aeroportul Internaţional Henri Coandă). هو مطار يقع على بعد 16.5 كم شمال العاصمة في منطقة تسمى (أوتوبيني) حيث يعرف أيضا بمطار اوتوبيني، وهو من أكثر مطارات البلاد ازدحاما والمقر الرئيسي للناقل الوطني تاروم وشركات محلية أخرى مثل كاربات إير. سمي على اسم الطيار الروماني هنري كواندا الذي صمم طائرة «كواندا-1910» وصاحب نظرية عن سيولة الهواء ومعروفة باسمه. يخدم العاصمة ومدن القريبة إلى جانب مطار بانياسا. أسس في فترة الحرب العالمية الثانية حيث كان محطة لالسلاح الجوي الألماني آنذاك. بعدها استعمل كمطار عسكري للقوات الجوية الرومانية حتى عام 1965. وبعدها حول لمطار مدني بعد زيادة حركة الملاحة وعدد المسافرين حيث عام 2009 قدر عدد المسافرين عبره بأكثر من 2,2 مليون مسافر.

## وصلات خارجية
- الموقع الرسمي نسخة محفوظة 17 يوليو 2005 على موقع واي باك مشين.